# 赤い帽子の女 (フェルメールの絵画)
『赤い帽子の女』（あかいぼうしのおんな、蘭: Meisje met de rode hoed、英: Girl with a Red Hat）は、17世紀オランダ絵画黄金時代の巨匠ヨハネス・フェルメールが1665年ごろに制作した絵画である。背後のタピストリーの中央上部分に「IVM」という画家の署名が記されている。フェルメールの作品としては珍しくキャンバスではなく板の上に油彩で描かれており、画家の真作であるかどうかについて議論がなされてきた経歴を持つ。作品は1937年にアメリカの美術収集家アンドリュー・メロンにより寄贈されて以来、ワシントン・ナショナル・ギャラリー に所蔵されている。

## 作品
画面の上半身像の少女は椅子の上で振り返り、鑑賞者をまっすぐに見つめ、関心を引きつけている。フェルメールは興にまかせた自発性とカジュアルさで彼女を描写しているが、こうしたことは彼のほかの作品には見られない。また、女性は画家のほかの多くの作品の人物像とは異なり、思索的で抽象的な世界にはいない。
フェルメールの見事な色彩の使用は、本作の最も印象的な特徴である。彼は主に2色を集中的に用いている。女性の帽子に見られる炎のような赤色と豪華な上着の青色である。画家は、全体に統一感を与えるためにクラバットの際立つ白色を用いている。光が帽子の羽毛の中にまで差し込んでいるので、背景となっている柄物のタピストリーの緑色はまるで蛍光色のように輝いて見える。女性の目には青緑色のハイライトがつけられ、半分開いた口にもピンクのハイライトがあるので、彼女の表情は生き生きとして、今まさに鑑賞者のほうに目を向けたのだという印象を強めている。一方で、光が非常に強いために帽子は部分的に透明に見え、その縁は女性の顔の大部分に影を投げかけている。目の下の頬だけが光に照らされており、顔の中心である目は意図的に影のなかに配されている。かくして、彼女の神秘的な容貌は鑑賞者の好奇心を引き起こす。
注目に値するのは、画面右の椅子にある獅子の頭の形をした頂部装飾 (フィニアル) に素早く描かれた光の反射である。そこには焦点の定まっていない光の点が拡散するという特性、写真でいうところの「ハイライトのハレーション」が見られる。フェルメールがこうした視覚効果を得るためにカメラ・オブスクラ (写真機の前身とも見なされる機器) で観察したのは間違いないであろう。1964年に研究者チャールズ・シーモアは、本作の制作時にフェルメールがこの機器を使用したのではないかという仮説を出した。シーモアは、本作の頂部装飾の描き方と実験用写真機を通して見える映像とがきわめて類似していると提唱した。別の研究者アルベルト・ブランケルトは、このようなスナップ写真的な描き方はフェルメールの制作過程にふさわしくないとし、本作が18-19世紀初頭にフランスで描かれた作品であると考えた。しかし、1822年に本作はすでに記録に登場しているので、ブランケルトの主張に根拠があるとはいえない。
なお、赤外線反射画像によると、本作の下には上下反転した位置にレンブラント風のつば広の帽子を被った男性の肖像画が残っていた。しかし、この男性像を描いたのがフェルメールかどうかはわかっていない。